# Władywoj
Władywoj (ur. ok. 970, zm. w styczniu 1003) – książę czeski w latach 1002–1003, przypuszczalnie z dynastii Przemyślidów lub Piastów.
Pochodzenie Władywoja nie jest pewne. Przypuszcza się, że był przedstawicielem dynastii Przemyślidów lub był z nią spokrewniony. Błędność poglądu, jakoby był synem Mieszka I i Dobrawy, udowodnił już w 1895 roku Oswald Balzer. Zdaniem Gerarda Labudy Władywoj pochodził z bocznej linii Przemyślidów, o której jednak nic nie wiadomo, lub co bardziej prawdopodobne był młodszym bratem Bolesława II Pobożnego. Był zapewne człowiekiem starszym, gdyż wkrótce zmarł. Na pochodzenie z dynastii Przemyślidów wskazuje fakt, że objęcie przez niego władzy nie napotkało sprzeciwu ze strony władcy Niemiec. W czeskiej historiografii jest nadal obecny pogląd o przynależności Władywoja do dynastii Piastów. Sformułowano także hipotezę zbliżoną do zapatrywań Gerarda Labudy. Władywoj urodzony ok. 970 jako najmłodszy syn Bolesława I Srogiego był młodszy niż Bolesław III Rudy, a starszy od Jaromira i Oldrzycha. Co w przypadku senioratu dawało mu lepsze prawa do tronu niż jego domniemanym młodszym bratankom.
Po kwietniu 1002 r. został powołany z wygnania w Polsce na czeski tron. Następnie pojechał do Ratyzbony i jako pierwszy z czeskich władców przyjął z rąk króla Henryka II Czechy w lenno. W ten sposób krótkie rządy Władywoja przyniosły ważną zmianę stosunku czeskiego władcy w ramach Rzeszy Niemieckiej. Według relacji Thietmara książę nie szanował prawa i był alkoholikem (nie mógł on wytrzymać nawet jednej godziny bez picia). Władywoj bił denary.